# Derywacyjna koncepcja wykładni
Derywacyjna koncepcja wykładni - koncepcja wykładni prawa przedstawiona przez prof. Macieja Zielińskiego w 2002 r. w monografii "Wykładnia prawa zasady- reguły- wskazówki".

## Powstanie
Kształtowanie derywacyjnej koncepcji wykładni prawa rozpoczęło się w 1960 r., gdy prof. Zygmunt Ziembiński wprowadził rozróżnienie przepisu prawnego od normy prawnej, a następnie, w 1966 r., przedstawił ideę tej koncepcji, która została rozwinięta przez Macieja Zielińskiego w 1972 r., a potem regularnie aktualizowana i uwspółcześniana. Autor wyłożył zasady koncepcji całościowo w 2002 r., w monografii "Wykładnia prawa zasady- reguły- wskazówki", którą regularnie uzupełniał.

## Najważniejsze zasady
Według dr hab. Agnieszki Choduń, prof. US, fundamentalnymi założeniami derywacyjnej koncepcji wykładni są:
1. pojęciowe rozróżnienie przepisu prawnego i normy prawnej
2. quasi- idiomatyczność i związana z nią poziomowość tekstu aktu prawnego- odczytanie tekstu prawnego na poziomie jedynie przepisów może dać inny wynik niż odczytanie go na poziomie norm. Z prawniczego punktu widzenia istotny dla ustalenia treści prawa będzie tylko normatywny sposób jego odczytania, a więc uwzględniający odpowiednie postępowanie z tekstem, mające na celu jego adekwatne odczytanie[3];
3. omnia sunt interpretanda- jako zasada postępowania interpretacyjnego- wykładni należy dokonywać zawsze. Każdy przypadek: łatwy czy trudny, jasny czy niejasny, intuicyjny czy nieintuicyjny, jest po prostu przypadkiem interpretacyjnym. Proces wykładni ma prowadzić bowiem do wyodrębnienia z tekstu prawnego normy (wypowiedzi dostatecznie jednoznacznej odnośnie tego: komu? kiedy? jaki obowiązek został wyznaczony)[4];
4. rozróżnienie momentu interpretacyjnego od momentu interpretacji- za moment interpretacyjny uznaje się moment, na który dokonuje się interpretacji danego przepisu, a więc na który określa się aktualność[5]. Moment interpretacji natomiast to moment w którym interpretator podejmuje czynności interpretacyjne[4];
5. obowiązek uzasadnienia przez interpretatora zarówno cząstkowych, jak i finalnej decyzji interpretacyjnej- rezultaty interpretacji tego samego przepisu w tym samym momencie interpretacyjnym przez dwóch różnych interpretatorów mogą się różnić w zależności od kompetencji komunikacyjnych każdego z nich. W związku z tym, dużą wagę przykłada się do konieczności uzasadniania cząstkowych oraz finalnych rozstrzygnięć interpretacyjnych[6];
6. interpretatio cessat postapplicationem trium typorum directionae- jako zasady postępowania interpretacyjnego- proces wykładni kończy się po zastosowaniu trzech typów dyrektyw: językowych, systemowych i funkcjonalnych. Rozpoczęcie procesu od zastosowania dyrektyw językowych wiąże się z tym, że przedmiotem interpretacji jest tekst aktu prawnego napisany w jakimś języku. Na początku, w tzw. fazie percepcyjnej wykładni, należy zastosować dyrektywy języka prawnego wyrażone w definicjach legalnych i przepisach nakazujących związanie cudzą decyzją interpretacyjną. Jeżeli to nie przyniesie oczekiwanego rezultatu, należy odwołać się do nauki prawa oraz orzecznictwa (a więc języka prawniczego). Dopiero ostatecznie skorzystać można ze słowników języka polskiego i na tej podstawie wybrać adekwatne, ze względu na kontekst użycia w tekście prawnym, znaczenie interpretowanego wyrażenia. Po uzyskaniu określonego wyniku wykładni językowej, należy zastosować jeszcze dyrektywy systemowe, aby sprawdzić, czy wynik zastosowania dyrektyw językowych nie powoduje niezgodności norm, oraz dyrektywy funkcjonalne aby sprawdzić, czy otrzymany rezultat zastosowania dyrektyw językowych jest zgodny z przyjmowanymi w naszej kulturze prawnej założeniami aksjologicznymi i intelektualnymi. Dopiero zgodność rezultatów zastosowania wszystkich trzech typów dyrektyw daje pewność, co do poprawności rozstrzygnięcia finalnego[4].